# Dagmar Knöpfel
Dagmar Knöpfel (* 20. November 1956 in Heilbronn) ist eine deutsche Filmregisseurin, Drehbuchautorin und Fotografin.

## Leben
Nach dem Abitur im Jahr 1975 studierte Dagmar Knöpfel Kunstgeschichte, Geschichte, Archäologie und Soziologie in München. Dabei hielt sie sich mehrmals zu Studienzwecken und Archivarbeiten für längere Zeit in Italien auf, vor allem in Venedig.
Nach Abschluss des Magisterstudiums absolvierte sie von 1982 bis 1986 die Hochschule für Fernsehen und Film München (HFF). Dort entstanden ihre ersten Dokumentar- und Spielfilme, bei denen sie sich vor allem auf Drehbuch und Regie konzentrierte. Bereits während des Studiums an der HFF arbeitete sie immer wieder mit Unterstützung des Bayerischen Rundfunks, der auch später Filme bei ihr in Auftrag gab. Als jedoch für die Realisierung des ersten Spielfilms Brigitta kein Produzent den Mut hatte, gründete sie ihre eigene Filmproduktion. Dieser folgte 1993 der eigene Filmverleih.
Außergewöhnliche Frauen und deren Schicksale beherrschen Dagmar Knöpfels Kinofilme. Diese basieren häufig auf literarischen Grundlagen. Schon mit dem Kurzspielfilm Morgen nach der Erzählung von Joseph Conrad zeigt sie ihre besondere Vorliebe für dieses Genre. Ihr erster Kinofilm Brigitta nimmt den Rhythmus und die feine Zeichnung von Adalbert Stifters gleichnamiger Novelle auf. Requiem für eine romantische Frau basiert auf Briefen der jungen Auguste Bußmann und ihres Mannes Clemens Brentano (herausgegeben von Hans Magnus Enzensberger). Gespielt von Sylvester Groth und Janina Sachau brachte dieser Film über die Unmöglichkeit einer gelebten Amour-Fou-Ehe mehrere Auszeichnungen ein. In Durch diese Nacht sehe ich keinen einzigen Stern verkörpert Corinna Harfouch die bis heute berühmteste tschechische Schriftstellerin Božena Němcová.
Außer den Kinofilmen drehte Dagmar Knöpfel auch für das Fernsehen (Tatort, Glück auf vier Rädern, Gute Zeiten, schlechte Zeiten, sowie zahlreiche Dokumentationen).
Seit 1994 ist Dagmar Knöpfel darüber hinaus im akademischen Bereich tätig, zunächst als künstlerisch-wissenschaftliche Assistentin von Toni Lüdi im Studiengang Szenographie an der FH Rosenheim. Es folgten seit 2000 Lehraufträge an der HFF für Regie und Drehbuch, an der Filmhochschule Ludwigsburg und am Mozarteum in Salzburg.
Sie nahm an Filmfestivals unter anderem in Montreal, Mar del Plata, Hongkong, Teheran, Taormina, Rio de Janeiro und der Berlinale teil. Seit 2000 arbeitete Dagmar Knöpfel an verschiedenen Theatern als Regisseurin und Autorin.
Seit 2005 ist sie Mitglied der Deutschen Filmakademie und seit 2007 im Vergabeausschuss der Filmförderungsanstalt. 2011 und 2012 war sie Jurymitglied beim „Starterfilmpreis“ der Stadt München. 2012 war sie Jurymitglied beim Fünf Seen Filmfestival.
Schon seit ihrer Studienzeit setzt sich Dagmar Knöpfel auch mit Fotografie auseinander. Bei zahlreichen Studienreisen entstanden vor allem Landschaftsaufnahmen. 
Als Galeristin organisierte sie 2011 die Ausstellung Ligurische Gemälde von Frank Günzel.
Im Jahr 1996 wurde sie Mutter einer Tochter. Dagmar Knöpfel ist seit 2011 mit Reimar Lenz verheiratet.

## Filmografie
- 1982: Ein Tag aus – Dokumentation, Buch und Regie
- 1982: Tür auf zu – Dokumentation, Buch und Regie
- 1983: Patt – Spielfilm, Buch, Regie und Schnitt, HFF
- 1984: Ein Bett mit Passagieren – Spielfilm, Buch, Regie und Schnitt, HFF
- 1986: Morgen – Spielfilm, Buch, Regie und Schnitt, HFF
- 1987/88: Ein Abend in der Stadt – Spielfilm, Buch, Regie und Produktion, HFF u. BR
- 1989: Der Zwiebelkuchen – Dokumentation, Buch und Regie, BR
- 1990/91: Rosat und Ulysses – Dokumentation, Regie, für BR
- 1990: Bartolomeo Fonzio – Dokumentation
- 1991: Joseph Beuys – Dokumentation, Buch und Regie, für BR
- 1991: Brunnen – Dokumentation, Buch und Regie, für Target Film
- 1991: Telecom Werbefilm – Werbefilm, Regie (zusammen mit Uli Bohnefeld)
- 1991: Papi, was machst du eigentlich den ganzen Tag – Dokumentation, Buch und Regie
- 1994: Brigitta – Kinofilm, Buch, Regie, Schnitt, Produktion und Kinoverleih
- 1992: Héloise und ihre Schwestern – Dokumentation, Buch und Regie, für BR
- 1994: Lukas Cranach – Dokumentation, Buch und Regie, für MDR
- 1995: Gute Zeiten – Schlechte Zeiten – Serie, fünf Folgen, Regie, für RTL
- 1995: Hans im Glück – Dokumentation, Buch, Regie und Produktion
- 1995: Klaus Händl – Dokumentation, Buch und Regie, für BR
- 1998: Requiem für eine romantische Frau – Kinospielfilm, Buch, Regie und Produktion
- 1999: Tintoretto – Dokumentation, Buch und Regie, für BR
- 2001: Niemand taugt ohne Freud – Dokumentation über den Produzenten Franz Seitz, BR und Filmmuseum München
- 2002: Der Freund meiner Mutter – Regie, TV-Movie, Produktion: Teamworx für BR
- 2005: Durch diese Nacht sehe ich keinen einzigen Stern – Buch und Regie, Kinofilm, Avista Film Produktion
- 2005: Glück auf vier Rädern – Regie, TV-Movie für Degeto und Franz Seitz Filmproduktion
- 2007: Full House – Buch, Regie und Produktion, Spielfilm als Co-Produktion mit dem Mozarteum Salzburg
- 2008: Tatort: Häschen in der Grube – Regie, TV-Filmreihe, Tellux Filmproduktion für BR
- 2010: Aufgenommen in den Himmel – Buch und Regie, Dokumentation, Tellux Filmproduktion für BR
- 2015: 007 auf der Suche nach der Seele – Buch und Regie, Dokumentation, Makido Filmproduktion für ORF
- 2016: Papa hat sich erschossen – Buch und Regie, Dokumentation, Iris Haschek Inspiris Filmproduktion für 3sat

## Auszeichnungen, Teilnahme an internationalen Filmfestivals
- 1999:	Max-Ophüls Preis für Requiem für eine romantische Frau (bestes Drehbuch und für Janine Sachau als beste Hauptdarstellerin)
- 1998:	VGF-Nachwuchsproduzentenpreis für Requiem für eine romantische Frau
- 1998:	Hessischer Filmpreis für Requiem für eine romantische Frau[7]

## Stipendien
- 1996: Schloß Wiepersdorf, Drehbuchstipendium
- 1990: Centro Tedesco di Studi Veneziani, Künstlerstipendium

## Ausstellungen
- 2011: Kuratorin für die Ausstellung „Ligurische Gemälde“ von Frank Günzel
- 2010: Akademie der Künste Berlin, „Transatlantische Impulse“ – 15 Jahre Villa Aurora – Photoserie „Structures“
- 1995: Gasteig, München und Stadtbücherei Heilbronn, Photos, Zeichnungen und Dokumente zum Film Brigitta

## Veröffentlichungen
- 1984: Die Bilder Tintorettos für den Chor der Madonna Dell’Orto. Studie. In: Arte Veneta.